# Mein Lieber Katrina
Mein Lieber Katrina è un cortometraggio muto del 1914. Il nome del regista non viene riportato nei credit del film. Ne venne fatto un sequel dal titolo Mein Lieber Katrina Catches a Convict.

## Trama
Heine, il proprietario del piccolo ristorante del paese, chiede la mano alla sua cameriera, la formosa Katrina, che acconsente subito. Dopo le nozze, però le posizioni si ribaltano: a prendere in mano la gestione del locale è Katrina, mentre Heine deve lavorare ai tavoli. La moglie lo subissa di ordini, assillandolo continuamente. Lui diventa così nervoso che un giorno, incidentalmente, versa della zuppa addosso al poliziotto del villaggio. Katrina supplica l'agente di non arrestare il marito, ma l'agente, furioso, non le dà retta e porta Heine in prigione. In cella, lontano dalla moglie, Heine si trova benissimo. Katrina, invece, progetta di farlo evadere facendogli arrivare di nascosto una lima. Porta al marito una torta che però viene mangiata dal poliziotto. Scoprendo la lima, arresta subito anche Katrina, mettendola nella stessa cella di Heine, con grande disperazione di quest'ultimo che, per sfuggirle, evade dalla finestra. Lei tenta di seguirlo, ma è troppo grossa e non ce la fa. Heine, senza più Katrina che lo assilla, riprende felice le redini del ristorante. Il poliziotto però vorrebbe arrestarlo di nuovo. Lui, allora, gli scuce una mazzetta che gli permette di essere lasciato in pace. Poi scrive un biglietto alla moglie: "Mein lieber Katrina, qvando tu uscire tra sei mesi, vieni a tuo laforo di kameriera". Katrina, furibonda, tira fuori dalla calza dei biglietti di banca che passa pure lei al poliziotto. Libera, torna adesso al ristorante, dove rimette le cose a posto: lei alla cassa, Heine a lavorare ai tavoli.

## Produzione
Il film fu prodotto dalla American Film Manufacturing Company.

## Distribuzione
Distribuito dalla Mutual, il film - un cortometraggio in una bobina - uscì nelle sale statunitensi il 5 giugno 1914.